# Mayer波
Mayer波（メイヤーは、Mayer waves）は、心拍変動（R-R間隔）を周波数解析した際にみられる低周波（LF）成分（0.04～0.15Ｈｚ・約10秒周期）であり、血圧の変動と同期している。交感神経と副交感神経活動によって影響を受けることから、LF/HFが交感神経機能の指標とされることがある。
| サブスタブ | この項目は、まだ閲覧者の調べものの参照としては役立たない、書きかけの項目です。この項目を加筆・訂正などしてくださる協力者を求めています。このテンプレートは分野別のサブスタブテンプレートやスタブテンプレート（Wikipedia:分野別のスタブテンプレート参照）に変更することが望まれています。 |